# Albert-Schweitzer-Preis (Basel)
Der Albert-Schweitzer-Preis wurde 1971–2004 jährlich von der Basler Johann-Wolfgang-von-Goethe-Stiftung verliehen. Der Preis war mit 30.000 Franken dotiert und wurde an Persönlichkeiten verliehen, die sich durch ihr beispielhaftes und uneigennütziges Wirken ausgezeichnet hatten. Er war nach dem deutsch-französischen Arzt und Philosoph Albert Schweitzer benannt. 

## Preisträger
- 2004: Ruth Pfau und Georg Sporschill
- 2002:
  - Preis: Paul Kronenberg und Sabriye Tenberken
  - Goldmedaille: die Schweizer Stiftung Goutte d’Eau für die Straßenkinder-Projekte in Kambodscha
  - Förderpreis: Patrick Oeuvray für seine ins Leben gerufenen Projekte im Himalajagebiet und im Jura
- 1994: Gemeinden Gemeinsam, Schweiz
- 1993: Robert Muller
- 1992: Cliff Sanderson
- 1990: Norman Cousins
- 1989: Boris Luban-Plozza
- 1982: Tingluti Ensemble, Kopenhagen
- 1975: Mutter Teresa und Theodor Binder
- 1972: Vereinigung „Versöhnung über den Gräbern“[1]
- 1971: Johanniter-Unfall-Hilfe, Deutschland